# Пећина Владикине плоче
Пећина Владикине плоче се налази у југоисточној Србији, у истоименом кањону између села Паклештица и Рсовци на неких 20 км од Пирота.

## Назив
Име пећине потиче захваљујући спелеологу Срђану Тошићу који је приликом једне посете, на око 300 метара у унутрашњости усликао заиста необичан призор.
Стену која својим обликом невероватно подсећа на људску главу, из профила на неког властелина, или владику. Тако су пећина, а и кањон добили име.

## Одлике
Пећина се налази на левој страни, на 86 метара изнад речног корита Височице и има дужину од 660 метара за које се тренутно зна, мада није у потпуности истражена и постоји могућност да је њена дужина знатно већа од тренутних претпоставки.
Висина улаза је 18 метара, а ширина 12 метара, а дужина главног пећинског канала је 190 метара. Лево од улаза су две поткапине. Прва поткапина је висне 10 и ширине 3 метра, а дугачка је 7 метара, док друга има дужину од 28 метара.
Цео систем пећина и јама којих у овом делу има преко 60 је највећим делом неистражен и неиспитан, али се поуздано зна, на основу урађених испитивања да су у праисторији неке од ових пећина насељавали људи, као и пећински медвед.